# Alypia octomaculata
Alypia octomaculata är en fjärilsart som beskrevs av Fabricius 1775. Alypia octomaculata ingår i släktet Alypia och familjen nattflyn. Inga underarter finns listade i Catalogue of Life.

## Bildgalleri

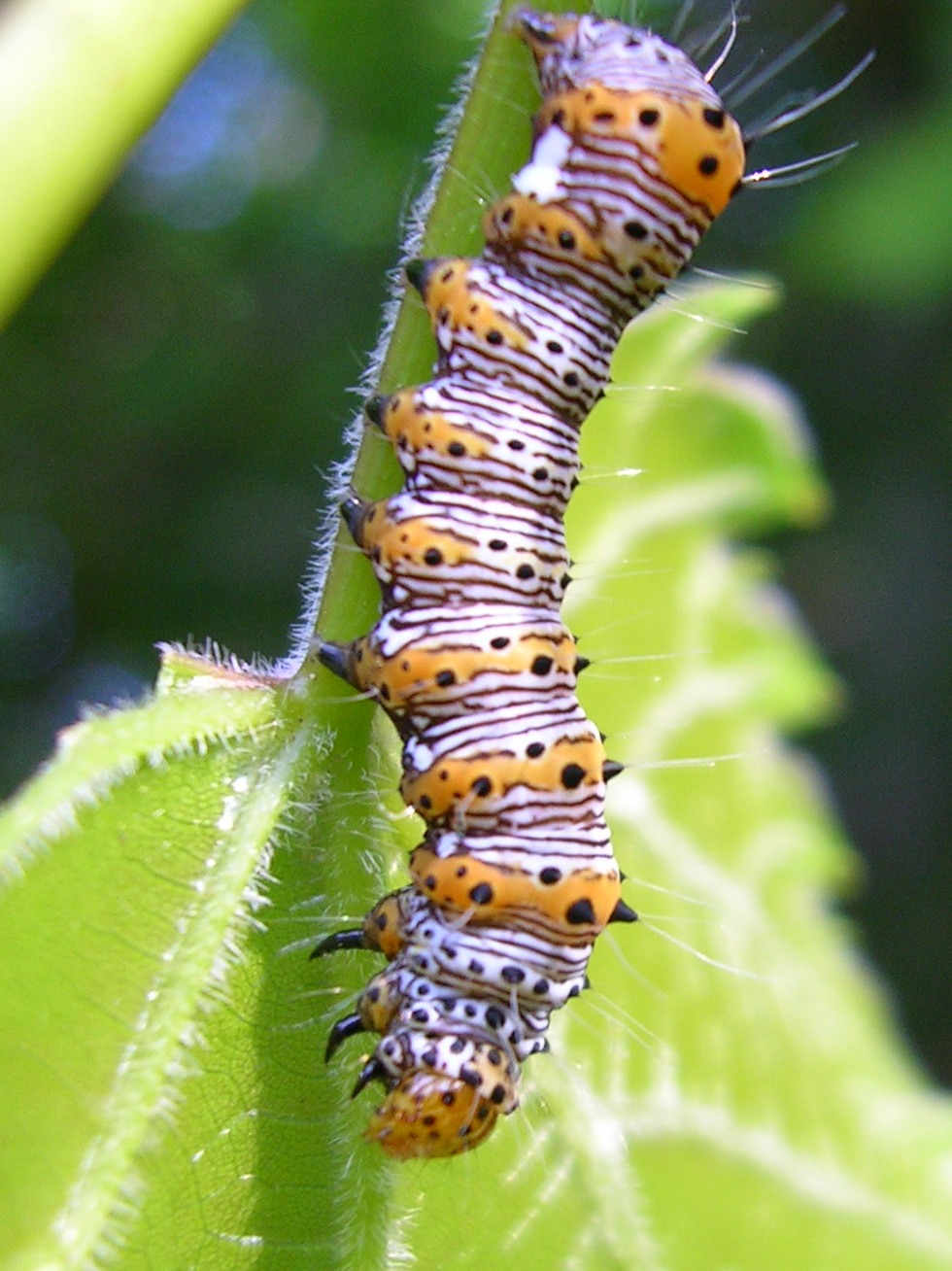